# Метанойя
Метано́йя (др.-греч. μετάνοια — «сожаление (о совершившемся), раскаяние», греч. μετάνοια — «перемена ума», «перемена мысли», «переосмысление») — термин, обозначающий перемену в восприятии фактов или явлений, обычно сопровождаемую сожалением, раскаянием (особенно в психологии и психотерапии). 
В религиозной (особенно христианской) традиции имеет значение покаяния.
Известные психиатры и представители движения антипсихиатрии Рональд Лэйнг и Дэвид Купер трактовали как метанойю шизофренический психоз, который, по их утверждению, представляет собой процесс своеобразного перерождения, воскрешения, одновременно и испытание, и возможность обретения человеком своей истинной сущности. Сам термин «метанойя» был введён в психиатрию Карлом Юнгом, который позаимствовал его из Нового Завета. В юнгианской же психологии со значением слова «метанойя» сходно значение слова энантиодромия, позаимствованного Карлом Юнгом у Гераклита.